# Fatalne zauroczenie
Fatalne zauroczenie (ang. Fatal Attraction) – amerykański dreszczowiec z 1987 roku w reżyserii Adriana Lyne’a. W rolach głównych wystąpili w nim Michael Douglas, Glenn Close (w najistotniejszej dla swojej kariery kreacji) i Anne Archer. Zdjęcia kręcono w Nowym Jorku.
Film opowiada o żonatym mężczyźnie oraz jego weekendowym romansie z kobietą, która odmawia zakończenia związku, a następnie popada w chorobliwą obsesję na jego punkcie.
Projekt jest adaptacją krótkometrażowego filmu Diversion, który scenarzysta James Dearden nakręcił na początku lat 80. dla brytyjskiej telewizji.

## Obsada
- Michael Douglas – Dan Gallagher, mąż Beth
- Glenn Close – Alexandra „Alex” Forrest, kochanka Dana
- Anne Archer – Beth Rogerson Gallagher, żona Dana i matka Ellen
- Ellen Hamilton Latzen – Ellen Gallagher, córka Beth i Dana
- Stuart Pankin – Jimmy
- Ellen Foley – Hildy
- Fred Gwynne – Arthur
- Meg Mundy – Joan Rogerson, matka Beth
- Tom Brennan – Howard Rogerson, ojciec Beth
- Lois Smith – Martha
- Mike Nussbaum – Bob Drimmer
- J.J. Johnston – O’Rourke
- Anna Levine – Sekretarka
- Jonathan Brandis – Gość na przyjęciu
- Christine Farrell – Nauczycielka
- Mary Joy – Nauczycielka
- David Bates – Kierownik
- Alicia Perusse – Przyjaciółka Ellen
- Christopher Rubin – Prawnik

i inni.

## Nagrody
Film był nominowany do Oscara w 6. kategoriach:
- najlepsza aktorka pierwszoplanowa (Glenn Close),
- najlepsza aktorka drugoplanowa (Anne Archer),
- najlepsza reżyseria,
- najlepszy montaż,
- najlepszy film,
- najlepszy scenariusz adaptowany.